# 小沢明
小沢 明（おざわ あきら、1936年3月27日 - ）は、日本の建築家、東北芸術工科大学第三代学長で、同大学名誉教授。

## 人物
建築家が大学の教育現場で建築デザインを教えることは、最早めずらしいことではない。その意味で小沢は、みずからプロフェッサー・アーキテクトであることを任じ、実作の世界と教育の世界の二元的な立場から、「建築家による建築家教育」の重要性を説く。学長時代には、これからの芸術デザイン教育のありかたとして、表現の教育ではなく「表現者の教育」が重要であるとして、作家・デザイナーとして活躍する同大現役教員48名による「私の語るアートとデザイン」の著書を発行した。
建築家としての小沢の作品は、新建築、住宅特集に掲載されるほか、近年の代表作として城下町鶴岡（山形県）につくられた「鶴岡アートフォーラム」がある。槇文彦アトリエ事務所の初期のメンバーであり、同大教授であった建築家の元倉眞琴は、槙事務所での弟弟子にあたる。

## 来歴
- 1936年 - 中国大連市に生れる
- 1954年 - 都立新宿高等学校卒業
- 1959年 - 早稲田大学理工学部建築学科卒業
- 1964年 - ハーバード大学大学院建築修士終了
- 1965年-1980年 - 槇総合計画事務所
- 1975年-1976年 - ワシントン大学客員教授
- 1980年-1993年 - 工学院大学特任教授
- 1993年-2006年 - 東北芸術工科大学教授（2002年-2006年、同大学長）
- 1980年 - 小沢明建築研究室を主宰

## 受賞歴
- 日仏新建築設計競技・PAN13 「バンリューを創る」優秀賞 1986年
- 建設省・新都市ハウジングシステム提案募集 優秀賞 1987年
- 第１回横浜国際アーバンデザイン設計競技 最優秀賞 1988年
- 第23回日本建築学会東北建築賞 2003年 (山形県金山町立明安小学校にて）
- 公立学校優良施設|文部科学大臣奨励賞　2003年 (山形県金山町立明安小学校にて）
- 第10回公共建築賞|公共建築地域特別賞 2006年 (山形県金山町立明安小学校にて）
- 公共の色彩賞 2007年（山形県金山町立明安小学校にて）
- 第26回日本建築学会東北建築賞 2006年 （鶴岡アートフォーラムにて）
- 第47回BCS賞（建築業協会賞）2006年（鶴岡アートフォーラムにて）
- 第12回公共建築賞|優秀賞　2010年（鶴岡アートフォーラムにて）
- 第12回日本建築家協会25年賞 2013年（セントメリーズ・ロッジにて）

## 作品
- 西町インターナショナルスクール・鹿角キャンプ 1990年
- K−コンパウンド 1990年
- パティオ新蒲田（集合住宅）1990年
- アーバニティ参宮橋（集合住宅）1991年
- 国際聖マリア学院スキーロッジ／アネックス 1985／1991年
- 世田谷区立砧保育園　1995年
- 幕張ベイタウン・パティオス10番（集合住宅）1996年
- 幕張ベイタウン・マリンフォート／シティズフォート（集合住宅）2003／2005年
- コーンズ社東京本社／大阪支社 1988／2001年
- 山形県金山町立明安小学校 2002年
- 鶴岡アートフォーラム（芸術文化施設）2005年
- 名古屋大学国際交流会館・留学生宿舎 2009年

他

## 著書
- 「ポシェから余白へ」  −都市居住とアーバニズムの諸相を追って−（鹿島出版会 2011年）
- 「私の語るアートとデザイン」監修（東北芸術工科大学、2005年）
- 「デザインの知」共著（角川学芸出版、2006年）
- 「都市の住まいの二都物語」（王国社、2007年）

### 訳書
- 「どこに住むべきか」（彰国社、1970年）
- 「スモール・アーバンスペース」（彰国社、1973年）
- 「パリ大改造」（井上書院、1983年）